# The Trainer's Daughter or A Race for Love
The Trainer's Daughter or A Race for Love er en amerikansk stumfilm fra 1907 af J. Searle Dawley og Edwin S. Porter.

## Medvirkende
- Edward Boulden
- Miss DeVarney
- William Sorelle
- Mr. Sullivan